# Deivid Washington
Deivid Washington de Souza Eugênio (Itumbiara, 5 de junho de 2005), conhecido como Deivid Washington ou simplesmente Deivid, é um futebolista brasileiro que atua como centroavante. Atualmente atua no Santos, emprestado pelo Chelsea.

## Carreira

### Santos
Nascido em Itumbiara, Goiás, Deivid chegou ao Grêmio aos oito anos de idade, antes de se transferir para o Santos três anos depois. Foi o ex-jogador brasileiro Marcos Assunção que o apresentou ao clube paulista, onde começou a se destacar no Campeonato Brasileiro Sub-17.
Aos 16 anos, Deivid assinou seu primeiro contrato profissional com o clube, que incluiria uma cláusula de rescisão de R$ 100 milhões, vinculando-o ao clube pelos próximos três anos. Em 2022, foi o artilheiro do Paulistão Sub-17, com 16 gols, além de marcar outros seis gols no Campeonato Brasileiro da mesma categoria.
Deivid também jogou pelo sub-20 de 2021 a 2022, marcando 17 gols entre nos torneios estadual e nacional júnior. Já na temporada de 2023, foi titular do time sub-20, disputando a Copa São Paulo de Futebol Júnior.
Após a eliminação do Santos do Campeonato Paulista de 2023, Deivid começou a treinar com o time principal sob o comando do técnico Odair Hellmann e foi convocado para a estreia do clube na Copa Sul-Americana de 2023 contra o Blooming, na Bolívia. Ele fez sua estreia profissional em 11 de abril de 2023, entrando no lugar de Marcos Leonardo na vitória por 2 a 0 fora de casa sobre o Botafogo-SP, pela Copa do Brasil.
Em 17 de abril de 2023, Deivid renovou seu contrato com o Santos até abril de 2026. Ele marcou seu primeiro gol profissional em 10 de maio, sendo o primeiro gol da vitória por 3 a 0 em casa sobre o Bahia, na Série A.

### Chelsea
Em 24 de agosto de 2023, o Santos confirmou a transferência de Deivid para o Chelsea, clube da Premier League, assinando um contrato de sete anos com opção de renovação por mais um ano. Ele fez sua estreia na Premier League em 28 de outubro de 2023, em derrota do Chelsea por 2 a 0 para o Brentford.

#### Retorno ao Santos (empréstimo)
Em 20 de fevereiro de 2025, Deivid retornou ao Santos por empréstimo até dezembro de 2025.

## Títulos
Santos
- Campeonato Paulista Sub-20: 2022[27]

Brasil Sub-20
- Campeonato Sul-Americano de Futebol Sub-20: 2025[28]

## Links externos
- Perfil no site do Chelsea